# Rul·lo

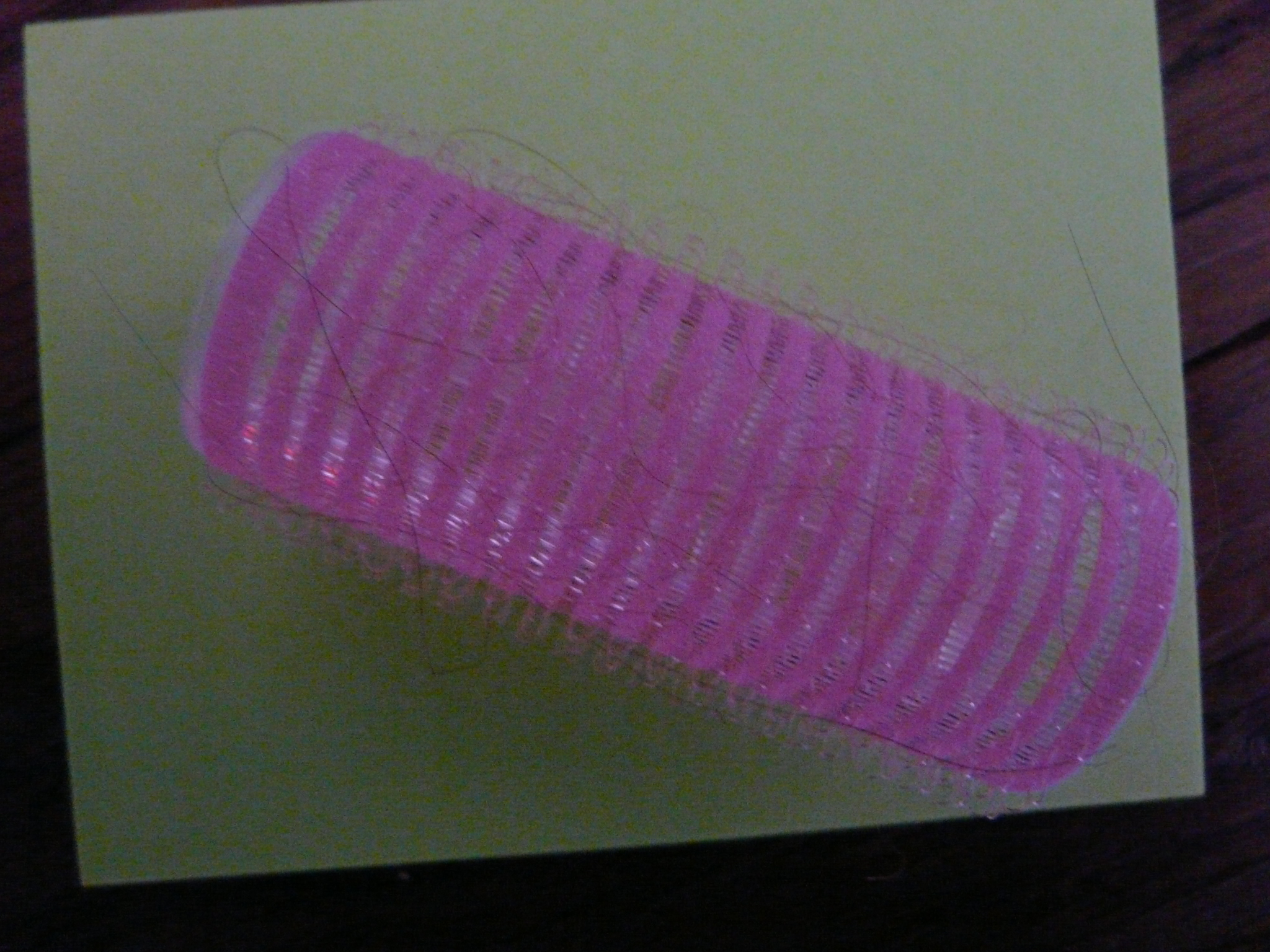
Un ruló de perruqueria.

Un ruló o bigudí és una peça cilíndrica que s'utilitza en perruqueria per a ondular els cabells. Els rulós solen ser elements de plàstic en els quals s'enrotllen els cabells per a caragolar-los. Presenten en general orificis en tota la superfície on es poden inserir les pinces per a fixar els cabells. N'hi ha de diferents mides que s'utilitzen en funció de la llargària de la cabellera. De manera general, es recomana de fer almenys dos tombs a cada ruló.

## Tipus de rulós o bigudins
Podem destriar les següents menes de bigudins:
- bigudí convencional. Són els esmentats de plàstic amb obertures.
- bigudí calent. Es connecten a l'electricitat i es col·loquen en els cabells quan arriben a una temperatura determinada. S'utilitzen amb els cabells eixuts.
- bigudí amb velcro. Adhereixen als cabells sense necessitat d'utilitzar pinces o tenalles. El seu maneig és fàcil però es recomana de no abusar-ne, perquè poden malmenar els cabells.
- bigudí d'esponja. Són utilitzats per a crear ondulacions al cabell.

## Utilització dels rulós o bigudins
S'apliquen quan els cabells encara són humits després del rentatge —amb excepció dels bigudins calents. Es prenen blens que s'enrotllen entorn del cilindre i es subjecten mitjançant pinces de perruqueria. Un cop s'han situat les peces en les zones del cap que es volen rutllar, s'eixuguen els cabells utilitzant eixugador de mà o un eixugacabells fix. Quan els cabells són eixuts, els bigudins se'n desprenen i així s'obté un pentinat ondulat o rutllat.
Per a posar els bigudins cal dividir els cabells en seccions. Cada un dels blens ha de tenir una amplada equivalent a la del cilindre o lleugerament inferior. El cabell es pentina cap amunt i s'enrotlla al bigudins del cap fins a l'arrel del cabell. Per a obtenir una fixació total, cal esperar que s'eixuguin els cabells completament. Llavors es retiren els bigudions amb cura evitant que el pentinar es malmeni. En cas de voler assuaujar més prim, s'ha de fer ús d'un raspall per a ondular els cabells. Finalment, es poden aplicar diversos productes fixadors o de brillantor sobre els cabells.